# Claus Vinçon

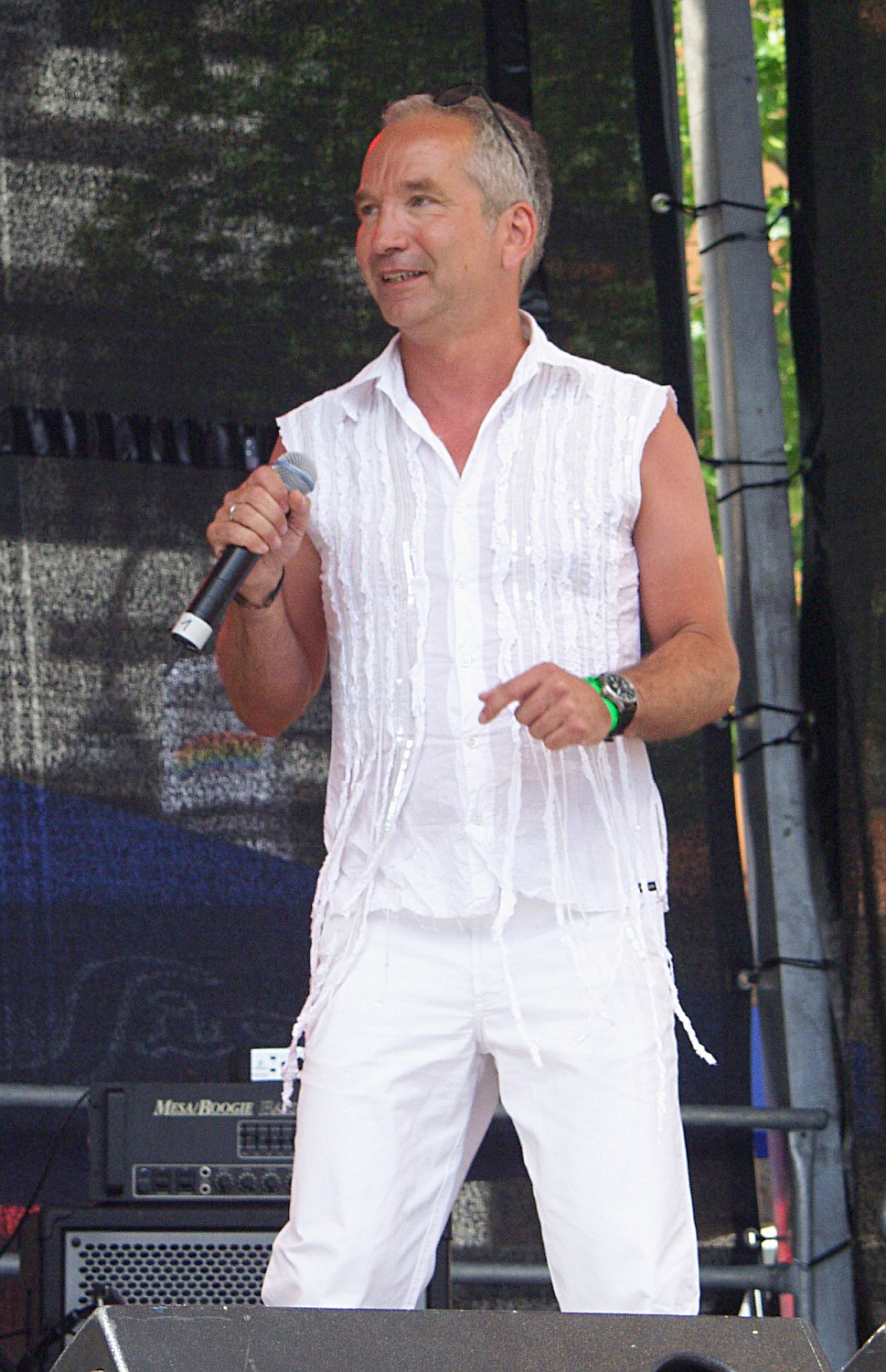
Claus Vinçon beim Christopher Street Day in Köln 2006

Claus Vinçon (* 15. Oktober 1956 in Hamburg) ist ein deutscher Schauspieler und Kommunalpolitiker (Bündnis 90/Die Grünen).

## Leben
Vinçon wurde vor allem in seiner Rolle als Georg „Käthe“ Eschweiler in der ARD-Serie Lindenstraße bekannt. Er spielte in der Serie von 1995 bis 2017 den Lebenspartner von Dr. Carsten Flöter (Georg Uecker). Daneben spielte Claus Vinçon auch in der Serie Tadellöser & Wolff.
Er arbeitet als Autor (Die Camper, April Hailer sowie Hella von Sinnens Ich bremse auch für Männer) und Produzent. Am Theater spielte er unter anderem in der One-Man-Show Der geile Günther.
Vinçon ist Mitglied von Bündnis 90/Die Grünen, für die er Mitglied der Bezirksvertretung des Bezirks Köln-Innenstadt ist.
Am 15. Mai 2020 heiratete Vinçon seinen langjährigen Lebenspartner Ken Marco Gitzen, mit dem er in Köln lebt.

## Filmografie
- 1975: Tadellöser & Wolff
- 1991: Pizza Colonia (Fernsehfilm)
- 1995: Der König von Bärenbach (Fernsehserie, 1 Folge)
- 1995–2020: Lindenstraße (Fernsehserie, 324 Folgen)
- 1997: Lukas (Fernsehserie, Folge: Na dann, Prost!)
- 2009: Tatort: Höllenfahrt (Fernsehreihe)
- 2011: Tatort: Unter Druck
- 2011: Pastewka (Fernsehserie, Folge: Die Sitcom)